# Quichuana calathea
Quichuana calathea är en tvåvingeart som beskrevs av Shannon 1925. Quichuana calathea ingår i släktet Quichuana och familjen blomflugor. Inga underarter finns listade i Catalogue of Life.